# Hemigobius hoevenii
Hemigobius hoevenii és una espècie de peix de la família dels gòbids i de l'ordre dels perciformes.

## Morfologia
- Els mascles poden assolir 6 cm de longitud total.
- Aleta caudal arrodonida.[1]
- Nombre de vèrtebres: 26-27.[2][3]

## Hàbitat
És un peix de clima tropical i demersal.

## Distribució geogràfica
Es troba al Pacífic occidental: Tailàndia, Hong Kong, Malàisia, Singapur, les Filipines, Borneo, Nova Guinea i el nord d'Austràlia.

## Observacions
És inofensiu per als humans.